# Progress MS-23
Progress MS-23 (in russo: Прогресс МC-23), identificato dalla NASA come Progress 84P, è un volo spaziale senza equipaggio della navicella Progress lanciata da Roscosmos per rifornire la Stazione spaziale internazionale (ISS) per le Expedition 69/70. È il 174º volo di una navicella spaziale Progress.

## Missione
La navicella Progress MS-23 venne lanciata a bordo di un lanciatore Sojuz 2.1a dalla rampa di lancio 31 del Cosmodromo di Bajkonur il 24 maggio 2023 alle 15:56 UTC. Dopo aver eseguito un profilo di volo ultraveloce della durata di 3 ore e 25 minuti, attraccò al modulo Poisk del Segmento orbitale russo della Stazione spaziale internazionale alle 16:19 UTC. La navicella consegnò alla ISS un carico utile di 2491 kg per supportare l'equipaggio delle Expedition 69/70.

## Carico utile
La Progress MS-23 al lancio aveva un carico utile di 2491 kg, suddiviso come segue:
- Carico secco: 1322 kg
- Propellente: 499 kg
- Ossigeno: 40 kg
- Acqua: 630 kg